# Melitta whiteheadi
Melitta whiteheadi is een vliesvleugelig insect uit de familie Melittidae. De wetenschappelijke naam van de soort is voor het eerst geldig gepubliceerd in 2006 door Eardley.